# Andy Dick
Andrew Roane Dick, più noto come Andy Dick (Charleston, 21 dicembre 1965), è un attore, comico e produttore televisivo statunitense.

## Biografia
In Italia è conosciuto principalmente per aver lavorato nelle sitcom Andy Dick Show e Perfetti... ma non troppo, andate in onda in Italia su MTV. È inoltre apparso in molti film, fra cui Road Trip (2000) e Zoolander (2001). Compare inoltre in un episodio di American Dad!, in cui prende il posto di Roger in casa Smith.
È stato sposato dal 1986 al 1990 con Ivone Kowalczyk, da cui ha avuto il suo primogenito Lucas (nato nel 1988). Ha inoltre avuto due figli, Jacob (nato nel 1994) e Meg (nata nel 1997), dalla relazione con la sua ex compagna Lina Sved. In un'intervista del 2006, ha dichiarato di essere bisessuale.

## Filmografia parziale

### Attore

#### Cinema
- Giovani, carini e disoccupati (Reality Bites), regia di Ben Stiller (1994)
- Operazione Desert Storm (In the Army Now), regia di Daniel Petrie Jr. (1994)
- Double Dragon, regia di James Yukich (1994)
- Il rompiscatole (The Cable Guy), regia di Ben Stiller (1996)
- Bongwater (Bong Water), regia di Richard Sears (1997)
- Best Men - Amici per la pelle (Best Men), regia di Tamra Davis (1997)
- Inspector Gadget, regia di David Kellogg (1999)
- Road Trip, regia di Todd Phillips (2000)
- Ho solo fatto a pezzi mia moglie (Picking Up the Pieces), regia di Alfonso Arau (2000)
- Fatti, strafatti e strafighe (Dude, Where's My Car?), regia di Danny Leiner (2000)
- Scotland, PA, regia di Billy Morrissette (2001)
- Zoolander, regia di Ben Stiller (2001)
- Pauly Shore Is Dead, regia di Adam Freeman e Pauly Shore (2003)
- Old School, regia di Todd Philips (2003)
- The Hebrew Hammer, regia di Jonathan Kesselman (2003)
- Bondage (The Bondage), regia di Eric Allen Bell (2006)
- Impiegato del mese (Employee of the Month), regia di Greg Coolidge (2006)
- Danny Roane: First Time Director, regia di Andy Dick (2007)
- Il peggior allenatore del mondo (The Comebacks), regia di Tom Brady (2007)
- Blonde Ambition - Una bionda a NY (Blonde Ambition), regia di Scott Marshall (2007)
- Molto incinta (Knocked Up). regia di Judd Apatow (2007)
- Freaky Deaky (2012)
- Zoolander 2, regia di Ben Stiller (2016)

#### Televisione
- The Ben Stiller Show - serie TV, 13 episodi (1992–1993)
- La tata (The Nanny) - serie TV, 1 episodio (1994)
- Get Smart - serie TV, 7 episodi (1995)
- Star Trek: Voyager - serie TV, episodio 4x14 (1998)
- NewsRadio - serie TV, 97 episodi (1995–1999)
- Un regalo speciale (2000) - Film TV
- Go Fish - serie TV, 4 episodi (2001)
- Andy Dick Show - serie TV, 17 episodi (2001–2002)
- Perfetti... ma non troppo - serie TV, 81 episodi (2002–2006)
- E.R. - Medici in prima linea (ER) - serie TV, 1 episodio (2007)
- Community - serie TV, 2 episodi (2010-2011)
- Dave's Old Porn - serie TV, 1 episodio (2012)
- 2 Broke Girls - serie TV, 3 episodi (2013-2016)
- Love - serie TV, 2 episodi (2016-2017)
- The Lion Guard - serie TV, 2 episodi (2016)
- Sense8 - serie TV (2017)

### Doppiatore
- Laputa - Castello nel cielo (Tenkû no shiro Rapyuta), regia di Hayao Miyazaki (1986)
- Il re leone II - Il regno di Simba (The Lion King II: Simba's Pride), regia di Rob LaDuca, Darrell Rooney (1998)
- Il dottor Dolittle 2 (Dr. Dolittle 2), regia di Steve Carr (2001)
- Cappuccetto Rosso e gli insoliti sospetti (Hoodwinked!), regia di Cory Edwards, Todd Edwards, Tony Leech (2006)
- The Reef - Amici per le pinne (Shark Bait), regia di Howard E. Baker, John Fox (2006)
- Cenerentola e gli 007 nani (Happily N'Ever After), regia di Paul Bolger, Yvette Kaplan (2007)
- Hoodwinked Too! Hood vs. Evil, regia di Mike Disa (2011)
- The Reef 2 - Alta marea (The Reef 2 High Tide), regia di Mark A.Z. Dippè e Taedong Park (2012)

## Doppiatori italiani
Nelle versioni in italiano delle opere in cui ha recitato, Andy Dick è stato doppiato da:
- Manfredi Aliquò in Best Men - Amici per la pelle, Where My Dogs At?, Arrested Development - Ti presento i miei
- Luigi Ferraro in Inspector Gadget, Perfetti... ma non troppo
- Luca Bottale in The Andy Dick Show, Community
- Oreste Baldini in Road Trip
- Francesco Vairano in Old School
- Gaetano Varcasia ne Il peggior allenatore del mondo
- Marco Mete ne Il rompiscatole
- Stefano Brusa in Un regalo speciale
- Corrado Conforti in Get Smart
- Danilo De Girolamo in CSI - Scena del crimine

Da doppiatore è sostituito da:
- Francesco Pezzulli in Il re leone II - Il regno di Simba, The Lion Guard
- Francesco Vairano in Cappuccetto Rosso e gli insoliti sospetti
- Luigi Ferraro in Cenerentola e gli 007 nani